# Экологическая геодинамика
Экологическая геодинамика — научное направление (раздел) экологической геологии, исследующее морфологические, ретроспективные и прогнозные задачи, связанные с изучением воздействия природных и антропогенных геологических процессов на биоту (живые организмы) как с позиций оценки возможных катастроф, так и комфортности её проживания. Последнее относится, как правило, к человеческому сообществу.